# ستاری پاچکوو
ستاری پاچکوو (به لهستانی:  Stary Paczków) یک روستا در لهستان است که در گمینا پاچکوو واقع شده‌است.